# ديفيد إيكمان
ديفيد إيكمان (بالإنجليزية: David Aikman)‏ هو صحفي بريطاني، ولد في 1944 في سري في المملكة المتحدة.